# Erythrodes forcipata
Erythrodes forcipata är en orkidéart som beskrevs av Rudolf Schlechter. Erythrodes forcipata ingår i släktet Erythrodes och familjen orkidéer. Inga underarter finns listade i Catalogue of Life.